# オジェウ (潜水艦・初代)
オジェウ (ORP Orzeł) はポーランド海軍の潜水艦。オジェウ級。第二次世界大戦初期にバルト海からイギリスへ脱出したが、1940年5月23日以降に行方不明となった。

## 艦歴
1936年8月14日、オランダの造船所De Scheldeで起工。1938年1月15日進水。1939年2月2日就役。

### 第二次世界大戦

#### オジェウ事件
1939年9月1日、ドイツ軍はポーランドへの侵攻を開始した。同日、「オジェウ」はグディニャから出撃し、命令に従いパックス湾へと向かった。「オジェウ」の任務はドイツ戦艦「シュレスヴィヒ・ホルシュタイン」を待ち構えることであったものの「シュレスヴィヒ・ホルシュタイン」は現れなかったが、「オジェウ」はグダニスク湾への近接路に機雷を敷設した。次いで「オジェウ」は攻撃を受けているという潜水艦の救援に向かったがそれは罠であった。「オジェウ」は爆雷攻撃を受けたが、自身が敷設した機雷原を通って逃走した。「オジェウ」は9月5日にバルト海の公海へ向かえとの命令を受け移動したが何も発見できず、9月12日には基地との通信が途絶した。また、艦長のクウォチュコフスキ中佐が病気で倒れ、油圧装置も故障した。そこで「オジェウ」の士官たちはエストニアのタリンへ向かうことを決定した。
タリンには9月13日（14日、15日）に到着し、24時間の滞在が許可された。クウォチュコフスキは病院へ送られた。「オジェウ」は修理や補給を終えたが、ドイツ船の出港のため出発が遅らされ、しかもそのドイツ船が出港した直後にエストニア士官が抑留を告げて海図や航海機器をとりあげ、砲の尾栓を撤去した。だが、副長ヤン・グルジンスキ少佐以下「オジェウ」乗員は武装解除に協力するふりをしつつ脱出の準備を進めた。魚雷も16（15）本は下ろされたが、最後の6（5）本はサボタージュによって下ろされることを阻止した。
「オジェウ」は9月18日にタリンを脱出した。出発は真夜中ちょうどの予定であったが、エストニア士官の訪問のため2時間遅れとなった。「オジェウ」乗員が電源ケーブルを切断し、暗闇となった中「オジェウ」は出港。浅瀬に乗り上げたり、銃撃や砲撃を受けながらも「オジェウ」は脱出に成功した。脱出時、「オジェウ」艦内にいたエストニア兵2名は捕らえられ、後日ゴットランド島沖で開放された。

#### イギリスへ
「オジェウ」は脱出に成功したが海図が無かった。損傷しスウェーデンへ向かうポーランド潜水艦「レイス」が海図を「オジェウ」に渡すと申し出たが、グルジンスキは「オジェウ」の位置が知られるのを嫌ってこの申し出を断った。ドイツ商船から海図を得ようとしたが、遭遇した唯一のドイツ船は軍艦であった。結局、士官たちが記憶を元に海図を作成した。
傍受したニュースからポーランド潜水艦「ヴィルク」がイギリスへ脱出したことを知り、「オジェウ」もイギリスへと向かった。「オジェウ」は無事に海峡を突破し、10月13日にはカテガット海峡に入りそこでイギリス側へ位置などを打電。翌日イギリス駆逐艦「ヴァララス」と会合し、その護衛でイギリスに到着した。
エストニアからイギリスへの航海の間オジェウは1隻の敵船も沈めてはいないが、ソ連は9月26日にオジェウがナルヴァ湾でソ連タンカー「Metallist」を沈めたと主張し、それはソ連のバルト諸国侵攻の口実に使われた。

#### ノルウェーの戦い
修理および整備の後、「オジェウ」はイギリス海軍の第2潜水戦隊に編入された。1940年4月8日、ノルウェーのクリスチャンサンド沖で潜航して哨戒中であった「オジェウ」は1隻の客船を発見した。その船は国旗は掲げていなかったが、船名は「リオデジャネイロ」と読み取れた。「リオデジャネイロ」はヴェーザー演習作戦（ドイツのノルウェーとデンマークへの侵攻作戦）でベルゲンへ向かっており、火器や車両などを運搬していた。「オジェウ」は浮上し、次のような指示を送った。「停止せよ。船長は船舶書類をもってただちに出頭せよ。」「リオデジャネイロ」は停止せずノルウェー領海内へ逃げ込もうとしたが、「オジェウ」が警告射撃を行うと停止しボートを下ろした。しかし、そのボートは「リオデジャネイロ」からはなれず、「オジェウ」は次のような信号を送った。「ただちに離船せよ。五分後に魚雷を発射する。」だが、それに対しても何の反応も無く、11時45分（12時5分）にグラジンスキーは魚雷発射を命じた。魚雷は命中したが「リオデジャネイロ」は沈みそうに無かった。12時15分、潜航した「オジェウ」が発射した2本目の魚雷が命中。「リオデジャネイロ」は数分で沈没した。「リオデジャネイロ」撃沈により作戦がイギリス側に知られるのではないかとドイツ軍は恐れたが、実際にはそうはならなかった。
4月9日、ドイツの対潜トローラー3隻を発見するが、この時は攻撃しなかった。翌日再びそれらを発見すると魚雷2本を発射したが、外れた。同日、潜水艦「トライトン」がドイツ船団を攻撃して戦果を挙げた。「オジェウ」と潜水艦「トライデント」は船団の残りの船の攻撃を試みたが失敗に終わった。4月12日、小規模な船団を発見するも、攻撃位置に着く前に見つかったようで、数時間にわたって攻撃を受けることとなった。4月16日、「オジェウ」はロサイスへ向かった。
5月23日、「オジェウ」は7度目の哨戒に出発し、北海中央部へ向かった。6月1日と2日、ロサイスから哨区の変更のためスカゲラク海峡へ向かえという命令が送られた。出撃以降「オジェウ」からは何の連絡もなく、6月5日には「オジェウ」は帰還を命じられた。だが「オジェウ」が帰還することはなかった。1940年6月8日が公式に「オジェウ」喪失の日とされている。「オジェウ」の喪失理由はいろいろ考えられるが、最も一般的なものはスカゲラク海峡で触雷したというものである。グルジンスキ以下合計65人が「オジェウ」と共に失われた。